# NGC 4696E
NGC 4696E (другие обозначения — ESO 322-90, MCG -7-26-50, DRCG 56-62, DCL 233, PGC 43262) — линзообразная галактика (SB0) в созвездии Центавр.
Этот объект не входит в число перечисленных в оригинальной редакции «Нового общего каталога» и был добавлен позднее.